# Páros műkorcsolya az 1988. évi téli olimpiai játékokon
Az 1988. évi téli olimpiai játékokon a műkorcsolya páros versenyszámát február 14. és 16. között rendezték. A versenyt a szovjet Jekatyerina Gorgyejeva–Szergej Grinykov-kettős nyerte. A versenyszámban nem vett részt magyar páros.

## Eredmények
Az egyes szakaszokban (rövid program, kűr) kilenc bíró pontozta a versenyzőket. A pontok alapján a bírók mindegyikénél külön-külön kialakult egy sorrend az egyes szakaszokra vonatkozóan és ez egy helyezési pontszámot is jelentett. Ha egy pontozónál holtverseny alakult ki, akkor a rövid programban a kötelező elemekre kapott pontszám, a kűrben pedig a művészi hatás pontszáma döntött. Az egyes szakaszok eredménye a következő kritériumok alapján alakult ki:
1. „Többségi helyezések száma”. Az a versenyző végzett előrébb, akit a bírók többsége előrébb rangsorolt. A bírók többsége azt jelentette, hogy a legjobb 5 helyezést adó bíró helyezési pontszámait vették figyelembe, de ha az 5. bíró helyezésével még volt azonos helyezés, akkor az(oka)t is figyelembe vették. Ezt az adatot tartalmazza az oszlop. (Pl. a „6×3+” azt jelenti, hogy a versenyző 6 bírónál az első 3 hely valamelyikén végzett.)
2. „Többségi helyezések összege” (a figyelembe vett bírók helyezési pontszámainak összege)
3. „Helyezések összege” (az összes bíró helyezési pontszámainak összege)

A versenyszám végeredményét az összesített helyezési pontszám határozta meg, amely az alábbiak összegéből állt:
- A rövid program helyezési pontszámának 0,4-szerese (az összesítés 28,57%-a),
- A kűr helyezési pontszámának 1-szerese (az összesítés 71,43%-a).

Az alacsonyabb helyezési pontszámmal rendelkező versenyző végzett előrébb. Egyenlő helyezési pontszám esetén a kűrben elért jobb helyezés döntött.

### Rövid program
| Hely. | Versenyzők                                                      | Többségi helyezések száma | Többségi helyezések összege | Helyezések összege | Pont  | Helyezési pontszám |
| ----- | --------------------------------------------------------------- | ------------------------- | --------------------------- | ------------------ | ----- | ------------------ |
| 1.    | Szovjetunió (URS)-1 · Jekatyerina Gorgyejeva · Szergej Grinykov | 9×1+                      | 9,0                         | 9,0                | 104,8 | 0,4                |
| 2.    | Szovjetunió (URS)-2 · Jelena Valova · Oleg Vasziljev            | 9×3+                      | 25,0                        | 25,0               | 101,2 | 0,8                |
| 3.    | Egyesült Államok (USA)-1 · Jill Watson · Peter Oppegard         | 6×3+                      | 14,0                        | 29,0               | 100,8 | 1,2                |
| 4.    | Egyesült Államok (USA)-2 · Gillian Wachsman · Todd Waggoner     | 7×5+                      | 29,0                        | 44,0               | 98,6  | 1,6                |
| 5.    | Kanada (CAN)-1 · Denise Benning · Lyndon Johnston               | 6×5+                      | 23,0                        | 43,0               | 98,6  | 2,0                |
| 6.    | Szovjetunió (URS)-3 · Larisza Szeleznyova · Oleg Makarov        | 7×6+                      | 39,0                        | 54,0               | 98,0  | 2,4                |
| 7.    | Kanada (CAN)-3 · Isabelle Brasseur · Lloyd Eisler               | 6×6+                      | 31,0                        | 53,0               | 97,5  | 2,8                |
| 8.    | Kanada (CAN)-2 · Christine Hough · Doug Ladret                  | 6×8+                      | 43,0                        | 71,0               | 95,9  | 3,2                |
| 9.    | Csehszlovákia (TCH) · Lenka Knapová · René Novotný              | 5×9+                      | 43,0                        | 85,0               | 93,2  | 3,6                |
| 10.   | Egyesült Államok (USA)-3 · Kim Seybold · Wayne Seybold          | 8×10+                     | 76,0                        | 87,0               | 93,5  | 4,0                |
| 11.   | NDK (GDR) · Peggy Schwarz · Alexander König                     | 7×11+                     | 71,0                        | 95,0               | 91,6  | 4,4                |
| 12.   | Nagy-Britannia (GBR)-1 · Cheryl Peake · Andrew Naylor           | 5×12+                     | 58,0                        | 110,0              | 88,4  | 4,8                |
| 13.   | NSZK (FRG) · Brigitte Groh · Holger Maletz                      | 9×13+                     | 113,0                       | 113,0              | 87,2  | 5,2                |
| 14.   | Nagy-Britannia (GBR)-2 · Lisa Cushley · Neil Cushley            | 8×14+                     | 112,0                       | 127,0              | 83,3  | 5,6                |
| 15.   | Kína (CHN) · Mei Zhibin · Li Wei                                | 9×15+                     | 134,0                       | 134,0              | 80,9  | 6,0                |

### Kűr
| Hely. | Versenyzők                                                      | Többségi helyezések száma | Többségi helyezések összege | Helyezések összege | Pont  | Helyezési pontszám |
| ----- | --------------------------------------------------------------- | ------------------------- | --------------------------- | ------------------ | ----- | ------------------ |
| 1.    | Szovjetunió (URS)-1 · Jekatyerina Gorgyejeva · Szergej Grinykov | 9×1+                      | 9,0                         | 9,0                | 105,8 | 1,0                |
| 2.    | Szovjetunió (URS)-2 · Jelena Valova · Oleg Vasziljev            | 9×2+                      | 18,0                        | 18,0               | 103,1 | 2,0                |
| 3.    | Egyesült Államok (USA)-1 · Jill Watson · Peter Oppegard         | 6×3+                      | 18,0                        | 31,0               | 101,8 | 3,0                |
| 4.    | Szovjetunió (URS)-3 · Larisza Szeleznyova · Oleg Makarov        | 6×4+                      | 22,0                        | 39,0               | 100,4 | 4,0                |
| 5.    | Egyesült Államok (USA)-2 · Gillian Wachsman · Todd Waggoner     | 5×6+                      | 25,0                        | 56,0               | 98,7  | 5,0                |
| 6.    | NDK (GDR) · Peggy Schwarz · Alexander König                     | 5×6+                      | 29,0                        | 59,0               | 97,6  | 6,0                |
| 7.    | Kanada (CAN)-1 · Denise Benning · Lyndon Johnston               | 8×7+                      | 44,0                        | 52,0               | 98,4  | 7,0                |
| 8.    | Kanada (CAN)-2 · Christine Hough · Doug Ladret                  | 5×8+                      | 33,0                        | 70,0               | 97,0  | 8,0                |
| 9.    | Kanada (CAN)-3 · Isabelle Brasseur · Lloyd Eisler               | 9×9+                      | 72,0                        | 72,0               | 96,2  | 9,0                |
| 10.   | Egyesült Államok (USA)-3 · Kim Seybold · Wayne Seybold          | 9×10+                     | 87,0                        | 87,0               | 94,8  | 10,0               |
| 11.   | NSZK (FRG) · Brigitte Groh · Holger Maletz                      | 6×11+                     | 66,0                        | 103,0              | 85,5  | 11,0               |
| 12.   | Nagy-Britannia (GBR)-1 · Cheryl Peake · Andrew Naylor           | 8×12+                     | 93,0                        | 106,0              | 87,0  | 12,0               |
| 13.   | Nagy-Britannia (GBR)-2 · Lisa Cushley · Neil Cushley            | 9×13+                     | 115,0                       | 115,0              | 83,3  | 13,0               |
| 14.   | Kína (CHN) · Mei Zhibin · Li Wei                                | 9×14+                     | 126,0                       | 126,0              | 78,4  | 14,0               |
| –     | Csehszlovákia (TCH) · Lenka Knapová · René Novotný              | nem indult                |                             |                    |       | –                  |

### Végeredmény
| Helyezés | Versenyzők                                                      | Helyezési pontszámok | Helyezési pontszámok | Helyezési pontszámok |
| Helyezés | Versenyzők                                                      | Rövid program        | Kűr                  | Összesen             |
| -------- | --------------------------------------------------------------- | -------------------- | -------------------- | -------------------- |
| Arany    | Szovjetunió (URS)-1 · Jekatyerina Gorgyejeva · Szergej Grinykov | 0,4                  | 1,0                  | 1,4                  |
| Ezüst    | Szovjetunió (URS)-2 · Jelena Valova · Oleg Vasziljev            | 0,8                  | 2,0                  | 2,8                  |
| Bronz    | Egyesült Államok (USA)-1 · Jill Watson · Peter Oppegard         | 1,2                  | 3,0                  | 4,2                  |
| 4.       | Szovjetunió (URS)-3 · Larisza Szeleznyova · Oleg Makarov        | 2,4                  | 4,0                  | 6,4                  |
| 5.       | Egyesült Államok (USA)-2 · Gillian Wachsman · Todd Waggoner     | 1,6                  | 5,0                  | 6,6                  |
| 6.       | Kanada (CAN)-1 · Denise Benning · Lyndon Johnston               | 2,0                  | 7,0                  | 9,0                  |
| 7.       | NDK (GDR) · Peggy Schwarz · Alexander König                     | 4,4                  | 6,0                  | 10,4                 |
| 8.       | Kanada (CAN)-2 · Christine Hough · Doug Ladret                  | 3,2                  | 8,0                  | 11,2                 |
| 9.       | Kanada (CAN)-3 · Isabelle Brasseur · Lloyd Eisler               | 2,8                  | 9,0                  | 11,8                 |
| 10.      | Egyesült Államok (USA)-3 · Kim Seybold · Wayne Seybold          | 4,0                  | 10,0                 | 14,0                 |
| 11.      | NSZK (FRG) · Brigitte Groh · Holger Maletz                      | 5,2                  | 11,0                 | 16,2                 |
| 12.      | Nagy-Britannia (GBR)-1 · Cheryl Peake · Andrew Naylor           | 4,8                  | 12,0                 | 16,8                 |
| 13.      | Nagy-Britannia (GBR)-2 · Lisa Cushley · Neil Cushley            | 5,6                  | 13,0                 | 18,6                 |
| 14.      | Kína (CHN) · Mei Zhibin · Li Wei                                | 6,0                  | 14,0                 | 20,0                 |
| –        | Csehszlovákia (TCH) · Lenka Knapová · René Novotný              | 3,6                  | kiesett              | –                    |